# Sefīddārbon
Sefīddārbon är en ort i Iran.   Den ligger i provinsen Gilan, i den norra delen av landet, 190 km nordväst om huvudstaden Teheran. Sefīddārbon ligger 2 meter över havet och antalet invånare är 263.
Terrängen runt Sefīddārbon är platt åt nordost, men åt sydväst är den kuperad. Runt Sefīddārbon är det ganska tätbefolkat, med 134 invånare per kvadratkilometer. Närmaste större samhälle är Langarud, 14,4 km nordväst om Sefīddārbon. Trakten runt Sefīddārbon består till största delen av jordbruksmark.